# محمد الأزهر الغربي
محمد الأزهر الغربي، مولود عام 1954، مؤرخ تونسي وأستاذ جامعي مختص في التاريخ الاقتصادي المعاصر.

## تكوينه
بعد حصوله على شهادة الباكالوريا التحق محمد الأزهر الغربي بدار المعلمين العليا بتونس، وفي شهر جوان 1978 أحرز على شهادة الأستاذية في التاريخ والجغرافيا. التحق للتدريس بالتعليم الثانوي ثم توجه إلى فرنسا حيث ناقش عام 1985 أطروحة دكتوراه مرحلة ثالثة بجامعة ريمس، اختصاص تاريخ معاصر، وكان موضوعها: شبكة شركة بونة قالمة ومساهمتها في التسرب الفرنسي إلى تونس. وفي جوان 1998 ناقش بنفس الجامعة أطروحة دكتوراه دولة في التاريخ الاقتصادي موضوعها: البنوك والدَّيْن في المغرب العربي ب1847-1914).

## مساره المهني
التحق محمد الأزهر الغربي للتدريس بكلية الآداب والفنون والإنسانيات بمنوبة التابعة لجامعة منوبة. وقد تولى فيما بين أكتوبر 1998 وماي 2002 رئاسة قسم التاريخ بنفس الكلية. وهو عضو مؤسس لمخبر دراسات مغاربية بكلية العلوم الإنسانية والاجتماعية بتونس، وهو مسؤول عن برنامج البحث: الرأسمال والمبادلات والشبكات في المغرب العربي والبحر البيض المتوسط. وقد تولى الإشراف على بعض المشاريع البحثية بين كليته وجامعات من فرنسا والمغرب الأقصى وإسبانيا. كما أشرف على تنظيم عدد من الملتقيات الدولية، وشارك في عدد من الملتقيات التي انتظمت بتونس وخارجها بكل من إستانبول وماينس وموسكو وبوردو وأوترخت والجزائر. وهو بالإضافة إلى ذلك أستاذ زائر بجامعتي روان والقاهرة.

## منشوراته
بالإضافة إلى عشرات البحوث التي نشر محمد الأزهر الغربي بتونس وخارجها في عدد من المجلات المتخصصة قائمة منشورات محمد الأزهر الغربي، فقد صدرت له الكتب التالية، وجميعها باللغة الفرنسية:
- Impérialisme et réformisme au Maghreb, histoire d’un chemin de fer algéro-tunisien (الامبريالية والحركة الإصلاحية في المغرب العربي: تاريخ سكة الحديد الجزائرية التونسية)، سيراس تونس، 1994 (وهي أطرحته لدكتوراه المرحلة الثالثة).
- Le capital français à la traîne, ébauche d’un réseau bancaire au Maghreb colonial، (الرأسمال الفرنسي في المؤخرة، بذرة شبكة بنكية في المغرب العربي المستعمر)، منشورات كلية الآداب، تونس 2003.
- Crédit et discrédit de la Banque d’Algérie (seconde moitié du XIXè siècle)، (الدَّيْن وفقد الثقة لبنك الجزائر في النصف الثاني من القرن التاسع عشر)، لارمتان، باريس 2005.
- Réseaux d’échanges au Maghreb et en Méditerranée (شبكات التواصل في المغارب والعالم المتوسطي )، (تنسيق بالاشتراك)، جامعة محمد الخامس، أكدال، الرباط 2008.
- Transmission des idées et des techniques au Maghreb et en Méditerranée (انتقال الأفكار والتقنيات في المغارب والعالم المتوسطي)، (تنسيق بالاشتراك)، جامعة محمد الخامس، اكدال، الرباط 2009.

## إشارات مرجعية
1. ↑   https://mes.tn. {{استشهاد ويب}}: |url= بحاجة لعنوان (مساعدة) والوسيط |title= غير موجود أو فارغ (من ويكي بيانات) (مساعدة)